# 風香
風香（ふうか、1984年8月20日 - ）は、日本の元女子プロレスラー、総合格闘家、スポーツトレーナー。本名、石岡 風香（いしおか ふうか）。奈良県奈良市出身。血液型A型。JDスター解散後はプラファーに所属していた。アイドルレスラーとして知られる。2018年3月までプロレス団体スターダム・ゼネラルマネージャー。
元DDTプロレスリング所属の柿本大地と、元奈良市議会議員・柿本元気は実の兄。夫はキックボクサーの一輝。
2009年より芸能事務所「プラチナムプロダクション」とマネージメント提携を開始。

## 所属
- JDスター女子プロレス（2003年 - 2007年）
- プラファー（2007年 - 2009年）
- プラチナムプロダクション（2009年8月 - 現在）

## 経歴・戦歴
2004年
- 2月29日、東京・後楽園ホール興行において、対KAZUKI、斗猛矢組にてプロレスデビュー。KAZUKIに敗れる。デビュー戦のパートナーは救世忍者乱丸であった。
- 3月28日、東京・後楽園ホールにおいて、木村ネネ、乱丸と組んで、TSUNAMI、亜沙美、KAZUKI組と対戦。木村が亜沙美のダブルリストアーム・サルトで敗れる。
- 4月18日、大阪・NGKスタジオにおいて、秋山恵と組んで、クロウ、ファング組と対戦。クロウに敗れる。
- 4月29日、東京・後楽園ホールにおいて、アリエル、秋山恵、桜花由美と組んで、ラシャス、クロウ、ファング組とハンデキャップマッチで対戦。桜花がラシャスから勝利。
- 5月23日、東京・後楽園ホールにおいて、さくらえみと対戦。敗れる。
- 7月19日、東京・後楽園ホールにおいて、ドレイク森松と対戦。敗れる。

2005年
- 1月23日、「チャレンジャー1A」において、木村ネネと対戦。ブレーンバスターで敗れる。
- 2月11日、「EX格闘美」において、Baby-M、風香、木村ネネ組対ダイナマイト・関西の3対1変則マッチで、最後はダイビングフットスタンプで敗れる。
- 5月8日、「格闘美〜Jupiter〜」において、復帰戦（コスチュームをピンクに）でGAMIと対戦。ポキでギブアップ負け。
- 5月21日、「格闘美〜Jupiter〜」において、GAMIと組んで、闘牛・空、木村ネネ組と対戦。GAMIが木村から腕ひしぎ十字固めでギブアップ勝ち。
- 6月12日、大阪・NGKスタジオ（GAMI LIBRE〜関西フェスタ〜）において、実兄の柿本大地と組んで、ダイナマイト・関西、橋本友彦組と対戦。
- 6月26日、「格闘美〜Jupiter〜」において、対渋谷シュウと対戦。Fクラッシュでシングル初勝利。
- 7月9日、「格闘美〜Festa〜」において、GAMIと組んで、大向美智子、桜花由美組と対戦。外道クラッチで桜花から勝利する。同大会、全員参加バトルロイヤルにも出場。
- 7月17日、「格闘美〜Festa〜」特別企画において、メイド服のコスプレを披露する。同大会、木村響子と対戦。ビッグブーツで敗れる。
- 8月17日、SMACK GIRL東京・国立代々木競技場第2体育館大会にて総合初挑戦。川畑千秋と対戦し見込み一本で敗れる。
- 8月28日、「格闘美〜Festa〜」において、桜花由美と対戦。サクラドロップで敗れる。同大会、バトルロイヤルにも出場。
- 11月5日、「格闘美〜Dreamer〜」において、渋谷シュウと組んで、Hikaru、前村早紀組と対戦。渋谷がHikaruのスパインボムで敗れる。
- 11月29日、東京・後楽園ホール（SMACK GIRL）において、黒田エミと対戦。腕ひしぎ足絡みで総合初勝利。
- 12月10日、「格闘美〜Dreamer〜」において、阿部幸江の指名によりパートナーとしてGAMI、ファング鈴木組（最後っぺ）と対戦。GAMIからフォール負けしてしまう。
- 12月17日、「格闘美〜Dreamer〜」において、優菜と対戦。フィッシャーマンズ・スープレックス・ホールドで勝利。
- 12月27日、「格闘美〜Dreamer〜」において、シングル勝ち抜き4対4マッチに参加。高橋奈苗、阿部幸江、渋谷シュウとチームを組んで、前村早紀、西尾美香、木村響子、華名チームと対戦。風香チームの勝利。

2006年
- 1月3日、東京・後楽園ホール（ONLY ONE 敗者復活戦）において、対Hikaru対渋谷シュウの3WAY戦に参加。Hikaruが渋谷から勝利。
- 1月8日、「格闘美〜MASSIVE〜」において、萌え萌え対決!?で春日萌花から三角絞めで勝利するも、試合後の萌え判定で3-0で敗れる。
- 1月28日、「格闘美〜MASSIVE〜」において、春日萌花と萌えタッグを組んでGAMIとの2対1のハンデマッチ戦を行なう。最終的にGAMIが2人同時にフォール勝ち。風香をヨーロピアンクラッチにして、春日をノーザンライト・スープレックス・ホールド。
- 2月3日、新木場1stRING（THE WOMAN「萌えの中の萌えの中の萌え」）において、風香対春日萌花対優菜の3WAY戦で勝利。
- 2月5日、「格闘美〜MASSIVE〜」において、栗原あゆみと組んで、渋谷シュウ、バンビ組と対戦。渋谷のノーザンライト・スープレックス・ホールドで敗れる。
- 2月11日、「格闘美〜MASSIVE〜」において、大向美智子と対戦。右ストレートで敗れる。
- 2月26日、アストレス卒業試合として、渋谷シュウ、マッスル坂井組と対戦。パートナーは実兄の柿本大地。
- 3月12日、「格闘美〜MASSIVE〜」において、AKINOと対戦。腕ひしぎ十字固めでギブアップ負け。コスチュームを黒にした。
- 3月25日、「格闘美〜MASSIVE〜」において、前村早紀、Hikaruと組んで、闘獣牙Leon、闘牛・空、栗原あゆみ組と対戦。Hikaruが空からLanakila-Hで勝利。
- 4月2日、「格闘美〜Future〜（League Princess公式戦）」において、バンビと対戦。ダイビング・セントーンで敗れる。
- 4月15日、「格闘美〜Future〜（League Princess公式戦）」において、チェリーと対戦。飛びつき腕ひしぎ逆十字でギブアップ勝ち。
- 5月4日、「格闘美〜Future〜」において、高橋奈苗、Hikaru、前村早紀と組んで、AKINO、闘獣牙Leon、闘牛・空、GAMI組と対戦。空の垂直落下式ブレーンバスターで敗れる。
- 5月13日、「格闘美〜Future〜（League Princess公式戦）」において、夏樹☆ヘッドと対戦。時間切れ引き分け。同日、高橋奈苗、Hikaru、渋谷シュウと組んで、AKINO、闘牛・空、栗原あゆみ、GAMI組と対戦。高橋が空からシャイニング膝アッパーで勝利。
- 5月28日、「格闘美〜Future〜（League Princess公式戦）」において、中川ともかと対戦。ハイキックで勝利。
- 6月2日、神奈川・相模原 HK LOUNGEにおいて、バトルロイヤルに参加。同大会、Hikaruと対戦。敗れる。
- 6月18日、「格闘美〜Future〜（League Princess公式戦）」において、渋谷シュウと対戦。Fクラッシュで勝利。
- 6月24日、「格闘美〜Future〜（League Princess決勝トーナメント）」において、準決勝で栗原あゆみと対戦。ドールFで勝利。決勝で夏樹☆ヘッドと対戦。ドールFで勝利。初代POP王者になる。同日、東京・後楽園ホール「UD：FIESTA」において、ドラゴン・ミックスチャー・スクランブル・タッグトーナメントを風香、柿本大地、飯伏幸太、諸橋晴也組（チームDDT）で参加し、優勝する。
- 7月2日、レディゴンまつりにおいて、アップルみゆきから勝利し、POK防衛。同大会、NSP写真集イリミネーションマッチで、アップルみゆき、春日萌花、優菜と組んで、渋谷シュウ、バンビ、市井舞、竹迫望美組と対戦。ハイキックで市井から勝利。全試合終了後、この日が誕生日だった高瀬玲奈を祝って、大向美智子が高瀬にケーキ投げをした（ちなみに高瀬は金具が顔面に刺さり出血）。しかし、勢いが強く流れケーキに当たり、それに気付いたGAMIによって拭いてもらう。
- 7月8日、新木場1stRING「格闘美〜Festa〜」において、仲村由佳と組んで、松尾永遠、春日萌花組と対戦。仲村が春日から踵落としで勝利。
- 7月15日、新木場1stRING「格闘美〜Festa〜」において、渋谷シュウと組んで、バンビ、TOMOみちのく組と対戦。バンビのダイビング・セントーンで敗れる。
- 7月23日、新木場1stRING「格闘美〜LIGHT〜」において、高橋奈苗と組んで、木村響子、渋谷シュウ組と対戦。高橋が渋谷から勝利。同日、「格闘美〜Festa〜」において、POP王座を賭けてバンビと対戦。初防衛に成功。
- 8月6日、新木場1stRING「格闘美〜Festa〜/フェスタdeフェスタ」において、風香対渋谷シュウ対栗原あゆみの3WAY戦で戦い、渋谷のスモールパッケージホールドで敗れる。同日、6人参加バトルロイヤルにも出場し、勝利する。
- 8月13日、新木場1stRING「格闘美〜Festa〜/ビヤガーデンフェスタ」において、THE MAC対闘牛・空のMACのセコンドとして付く。空のセコンドの男色ディーノのセクハラ攻撃にあい、タオル投入で試合はノーコンテスト。
- 8月20日、新木場1stRING「格闘美〜Festa〜最終戦/打ち上げフェスタ」において、桜花由美デビュー5周年記念プロデュース全員桜花？？タッグマッチで、全員が桜花の過去のコスチュームを着て、当時の入場テーマ曲で入場し試合を行なった。風花（風香）、桜向美智子（大向美智子）組対GA美（GAMI）、渋谷由美（渋谷シュウ）組で戦う。最後は桜向が渋谷からエンジェルウイングロックによってギブアップ勝ち。
- 9月15日、後楽園ホール大会（SMACK GIRL）において10か月ぶりに総合の試合に臨み、これまた13か月ぶりの試合となった舞と対戦。試合序盤で鼻血を出しながらも判定勝ちし、総合での戦績を2勝1敗とした。
- 9月17日、新木場1stRING「格闘美〜Dreamer06〜」において、バンビと組んで、元気美佐恵、浦井百合組と対戦。Fクラッシュで浦井から勝利。
- 10月7日、東京・新木場1stRING「格闘美〜Dreamer06〜」において、チェリーと組んで、市井舞、佐藤綾子組と対戦。市井の彗星キックで敗れる。
- 10月14日、宮城・石巻市総合体育館「格闘美〜IN石巻〜」において、栗原あゆみと組んで、堀田祐美子、大向美智子組と対戦。大向のカカト落としで敗れる。
- 10月22日、東京・新木場1stRING「格闘美〜Dreamer06〜」において、市井舞と対戦。ドールFで勝利。POP2度目の防衛に成功。
- 10月28日、東京・新木場1stRING「格闘美〜Dreamer06〜」において、浦井百合と組んで、元気美佐恵、松尾永遠組と対戦。浦井が元気に敗れる。
- 11月5日、東京・新木場1stRING「格闘美〜Dreamer06〜」において、浦井百合と対戦。ハイキックで勝利。POP3度目の防衛に成功。
- 11月8日、東京・新木場1stRING「NOSAWA GENOME〜無茶ワールドプロレスリング〜」において、鈴木みのると対戦。敗れる。
- 11月12日、東京・新木場1stRING「格闘美〜Dreamer06〜」において、チェリーと組んで、渋谷シュウ、松本浩代組と対戦。ハイキックで松本から勝利。
- 11月25日、東京・新木場1stRING「格闘美〜Dreamer06〜」において、元気美佐恵と組んで、宮崎有妃、松本浩代組と対戦。試合中、宮崎に恥ずかし固めをされる。元気のローリング・ラリアットで松本から勝利。同大会、チェリー、渋谷シュウ、浦井百合と組んで、カリビアン・KIM、カリビアン・RUM、MORIBE、零組と対戦。カリビアン・インパクトで渋谷が敗れる。
- 12月3日、東京・新木場1stRING「格闘美〜Dreamer06〜」において、カリビアン・RUMと対戦。ドールFで勝利。POP4度目の防衛に成功。
- 12月10日、東京・新木場1stRING「格闘美〜Dreamer06〜」において、倉垣翼と組んで、大向美智子、浦井百合組と対戦。倉垣がラリアットで浦井から勝利。
- 12月31日、後楽園ホール「第4回ジュニア・オールスター戦〜椎名由香引退試合〜」において、夏樹☆たいよう(挑戦者・プロレスリングSUN)と対戦。敗れる。

2007年
- 3月21日、東京・新木場1stRING「MASSIVE07最終戦」において、浜田文子と対戦。序盤でローキックや腕ひしぎ逆十字等を見せるも、中盤以降繰り出す技はすべて通用せず、キレた浜田の張り手、ヒップアタックにより屈辱的に破れる。試合後、起き上がれない風香に浜田は後ろ足で蹴って退場、泣きじゃくる風香に観客はとまどい、後味の悪い試合となった。試合後、浜田は「10年近くやっているけどキレたのは2回目。プロレスは受けがすべて。これ以上言うことはない」と発言。風香は「もうやりたくない」と泣きじゃくった。
- 9月20日、初の自主興行「風香祭」を実施。

2008年
- 5月11日、メキシコシティー・アレナメヒコ「DRAGOMANIA III」（闘龍門）においてサオリと組んで、HIROKA、下田美馬と対戦。メキシコマット初登場で場外へのプランチャを初披露した。サオリがHIROKAに敗れる。

2009年
- 8月3日、奈良市観光特別大使第2号に任命された（第1号は堂本剛）。
- 10月21日、翌年春にプロレスを引退することを発表した。

2010年
- 2月13日、シュートボクシング興行で朱里を相手に格闘技引退試合を行ない、0-2の判定負け。
- 3月19日、パッション・レッド自主興行にて、1日限定でパッション・レッド加入。
- 3月28日、「風香祭ファイナル」で高橋奈苗と引退試合を行い、ナナラッカで敗れる。引退セレモニーではウェディングドレス姿で登場し、SPEEDからの映像メッセージが流されると号泣した。
- 8月29日、Girls S-cup 2010で一夜限りの復帰を果たし、高橋奈苗とSBスペシャルエキシビションマッチを行なった[4]。また、「風香プロデュース〜女子キッズスペシャルマッチ」が2試合行なわれた。

### 引退後
- 2011年1月に旗揚げされた新団体「スターダム」でゼネラルマネージャーに就任。一方で風香プロレス教室を開講し、教え子をスターダムでデビューさせている。
- 2017年6月、元N.J.K.F.ライト級王者であるキックボクサーの一輝と結婚[5]。2018年1月7日には「新婚さんいらっしゃい」に出演した[1]。
- 2018年3月28日、第一子妊娠にともない後楽園大会にてスターダムを退団。GM職からも降りる[6][7]。
- GM職の退職後もAmebaブログやtwitterで自身の近況を報告している。またトークショーのイベントなどにゲストで定期的に参加して活躍中。
- 2022年8月12日、Actwres girl'Zのアドバイザーに就任したが[8]、2024年4月15日に退任。同日に行われたマリーゴールドの旗揚げ会見に参加し、同団体へ参加する意向を明らかにした[9]。

## 人物・エピソード
SPEEDのファンであり、特に上原多香子に憧れていて『SPEED』になりたいと云う願望から、様々なオーディションに応募していた。吉本女子プロレスから「アクション女優修行のためにプロレスをやりなさい」と言われ、プロレスラーになった。
SPEEDになりたいという願望から何度も詐欺にあっている。東京に出てきた頃、知らない電話番号から着電があり「ミニスカポリスにしてあげる」と言われ、そのためにいくら出せなどと云う詐欺にあった。この時、母親と仲が良かった藤田まことにこの事を相談した所、はぐれ刑事純情派の撮影の合間を縫って調べ、捕まえてくれたという。
最初はノースリーブにホットパンツという格好だったが、後にピンクのブラジャーにピンクのズボンに変わった。2006年アストレス卒業後よりコスチュームをピンクから黒に変えた。アストレス時代は入場時にリング上で踊っていたが、卒業後はリングをスキップしながら反時計回りに一周している。
デビュー戦から60連敗したため、当時は「女子プロレス界のハルウララ」と呼ばれた。AACCの赤野仁美からは「ダイナマイト奈良」と呼ばれている。
JDスター崩壊後の同年9月30日に初の自主興行「風香祭」を開催。

## 得意技
Fクラッシュ
肩の上に相手を乗せるようにして担ぎ上げ、左右に振って、スクラップバスターで叩きつける。
619
セカンドロープとトップロープの間をくぐり、相手の顔面にダブル・キックを叩き込む。レイ・ミステリオの十八番（原典はMIKAMIのミッキーブーメラン180）。619はミステリオが住むカリフォルニア州サンディエゴの市外局番。
外道クラッチ
キャメルクラッチの体勢から自分は前方へ体重を移動。と、同時に相手の頭を押し込んでフォールの体勢へ移行。
ドールF
回転してからのジャンピングハイキック。
ハイキック
フィッシャーマンズ・スープレックス・ホールド
腕ひしぎ十字固め
三角絞め

## タイトル歴
- TWF世界女子タッグ王座
- プリンセス・オブ・プロレスリング王座
- EWA世界女子王座

## 入場テーマ曲
- 「STARTS TO SHINE AGAIN」（SPEED）
- 「ME AND YOU」（hiro）
- 「startin'」（浜崎あゆみ） 現入場曲

## 戦績

### 総合格闘技
| 総合格闘技 戦績 | 総合格闘技 戦績 | 総合格闘技 戦績 | 総合格闘技 戦績 | 総合格闘技 戦績 | 総合格闘技 戦績 | 総合格闘技 戦績 |
| --------------- | --------------- | --------------- | --------------- | --------------- | --------------- | --------------- |
| 3 試合          | (T)KO           | 一本            | 判定            | その他          | 引き分け        | 無効試合        |
| 2 勝            | 0               | 1               | 1               | 0               | 0               | 0               |
| 1 敗            | 0               | 1               | 0               | 0               | 0               | 0               |

| 勝敗 | 対戦相手 | 試合結果                 | 大会名                          | 開催年月日     |
| ○    | 舞       | 5分2R終了 判定3-0        | SMACKGIRL 2006 〜群女割拠〜     | 2006年9月15日  |
| ○    | 黒田エミ | 2R 1:37 腕ひしぎ十字固め | SMACKGIRL 2005 〜最軽量記念日〜 | 2005年11月29日 |
| ×    | 川畑千秋 | 1R 2:50 腕ひしぎ十字固め | SMACKGIRL 2005 〜Dynamic!!〜    | 2005年8月17日  |

### シュートボクシング
| 勝敗 | 対戦相手 | 試合結果                | 大会名                                                         | 開催年月日     |
| ×    | 朱里     | 2分3R終了 判定0-2       | SHOOT BOXING 25TH ANNIVERSARY SERIES 開幕戦 維新-ISHIN- 其の壱 | 2010年2月13日  |
| ○    | 市井舞   | 2分3R+延長R終了 判定3-0 | SHOOT BOXING WORLD TOURNAMENT S-cup 2008                       | 2008年11月24日 |

## その他

### 著書
- 『女子魂。（じょしこん）』（2008年1月、講談社） ISBN 978-4-06-214486-5
- 『風香自伝「負けて、負けて、輝く　～私がプロレスで学んだ輝くための方法」』 （2013年5月、鹿砦社） ISBN 978-4-8463-0948-0
- 『エイジレス タオル体操　アスリートが教えるパーツ引き締め』 （2013年6月、文芸社） ISBN 978-4-286-13939-5

### イメージガール
- 奈良日日新聞

### 写真集
- 「Fragrance」（日本スポーツ出版社）※撮影は加納典譲、DVD付。
- 「FOTOLIBRE/FUKALIBRE」（風香祭プロデュース、2009年10月25日）

### イメージビデオ
- 月刊アストレス風香

### DVD
- プロレスデビュー3周年記念 〜風香「F」 3rd Anniversary
- 風香 DE VIVA MEXICO
- 風香祭DVD1（風香祭1&2）
- 風香祭DVD2（風香祭3）
- 風香祭DVD3（風香祭4&5&6）
- 風香祭DVD4（風香祭7&8）
- 風香祭DVD5（風香祭9）
- 風香祭DVD6（風香祭10&11）
- デビュー5周年記念 〜風香 THE BEST 2004-2006
- デビュー5周年記念 〜風香 THE BEST 2007-2008
- デビュー5周年記念 〜風香 THE BEST 2009（特典映像:風香祭12）
- 風香引退記念試合

### トレーディングカード
- 風香コレクションカード「Precious Time」（全26種＋プロモーションカード1種）

### テレビ出演
- 銭形金太郎（テレビ朝日）
- ドスペ2 恋のエプロン 新人タレント料理下克上バトル!!（テレビ朝日、2005年8月）
- ビバ!アストレス（BSジャパン）
- ジャンヌ・ダルクへの道〜格闘美宣言〜（BSジャパン）
- Yokohama Walker TV（テレビ神奈川）
- ロンロバ!金メダル!（TBS）
- マルチなあいつ（読売テレビ）
- Se-女!2（テレビ東京）
- 三竹占い（テレビ朝日）
- 草野☆キッド（テレビ朝日）
- お茶の間の真実〜もしかして私だけ!?〜（テレビ東京）
- アイドリング!!!（フジテレビ721・739、2008年6月2日、9月24日）
- アイドリング日記（フジテレビ）
- 踊る!さんま御殿!!（日本テレビ）
- フォーミュラ・ニッポン2011（BSフジ）
- 新婚さんいらっしゃい!（朝日放送）[1]

### 映画
- レスラーハンター（2007年、大村朋弘監督）
- 新☆四角いジャングル 虎の紋章（2010年）

### ドラマ出演
- ああ探偵事務所（テレビ朝日）

### その他
- 428 〜封鎖された渋谷で〜（Wii用ゲームソフト）ミク役